# Steinfalk
Steinfalk – szczyt w paśmie Karwendel, w Alpach Wschodnich. Leży w Austrii, w kraju związkowym Tyrol, przy granicy z Niemcami. Szczyt można zdobyć ze schroniska Falkenhütte (1848 m).
Pierwszego wejścia dokonali Hermann von Barth 30 czerwca 1870 r. 